# Gagea spathacea
Gagea spathacea là một loài thực vật có hoa trong họ Liliaceae. Loài này được (Hayne) Salisb. miêu tả khoa học đầu tiên năm 1806.